# Carl Nassib
Carl Paul Nassib (født 12. april 1993) er en professionel amerikansk fodboldspiller, der spiller som outsider linebacker for Tampa Bay Buccaneers i National Football League (NFL). Han spillede college-fodbold for Penn State Nittany Lions. Nassib blev draftet i tredje runde af 2016 NFL Draft af Cleveland Browns. Han har tidligere spillet for Las Vegas Raiders. I 2021 kom Nassib i mediernes søgelys, da han blev den første aktive NFL-spiller til offentligt at komme ud som homoseksuel. 